# Американски нирец
Американския нирец (Lophodytes cucullatus), е дребна морска птица от семейство Патицови (Anatidae), разред Гъскоподобни (Anseriformes). Изразен полов диморфизъм.

## Разпространение
Разпространен е в Северна Америка, но са отбелязани и наблюдения в Европа (включително България). Обикновено мигрира на къси разстояния.

## Начин на живот и хранене
Храни се предимно с животинска храна, но малък дял от диетата и заема растителната храна.

## Размножаване
Моногамна птица. Гнезди в цепнатини и дупки в дърветата, подобно на Каролинката и Мандаринката.

## Допълнителни сведения
Защитен вид на територията на България.